# La Hérie
La Hérie är en kommun i departementet Aisne i regionen Hauts-de-France i norra Frankrike. Kommunen ligger  i kantonen Hirson som ligger i arrondissementet Vervins. År 2022 hade La Hérie 121 invånare.

## Befolkningsutveckling
Antalet invånare i kommunen La Hérie
Referens: INSEE